# Piramida Merenre I

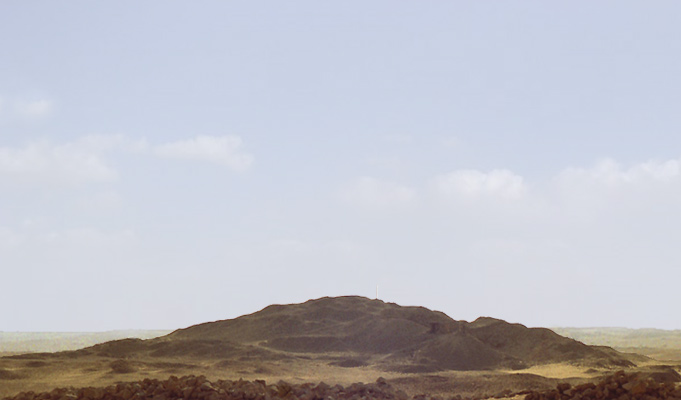
Piramida Merenre I w 1990 r.

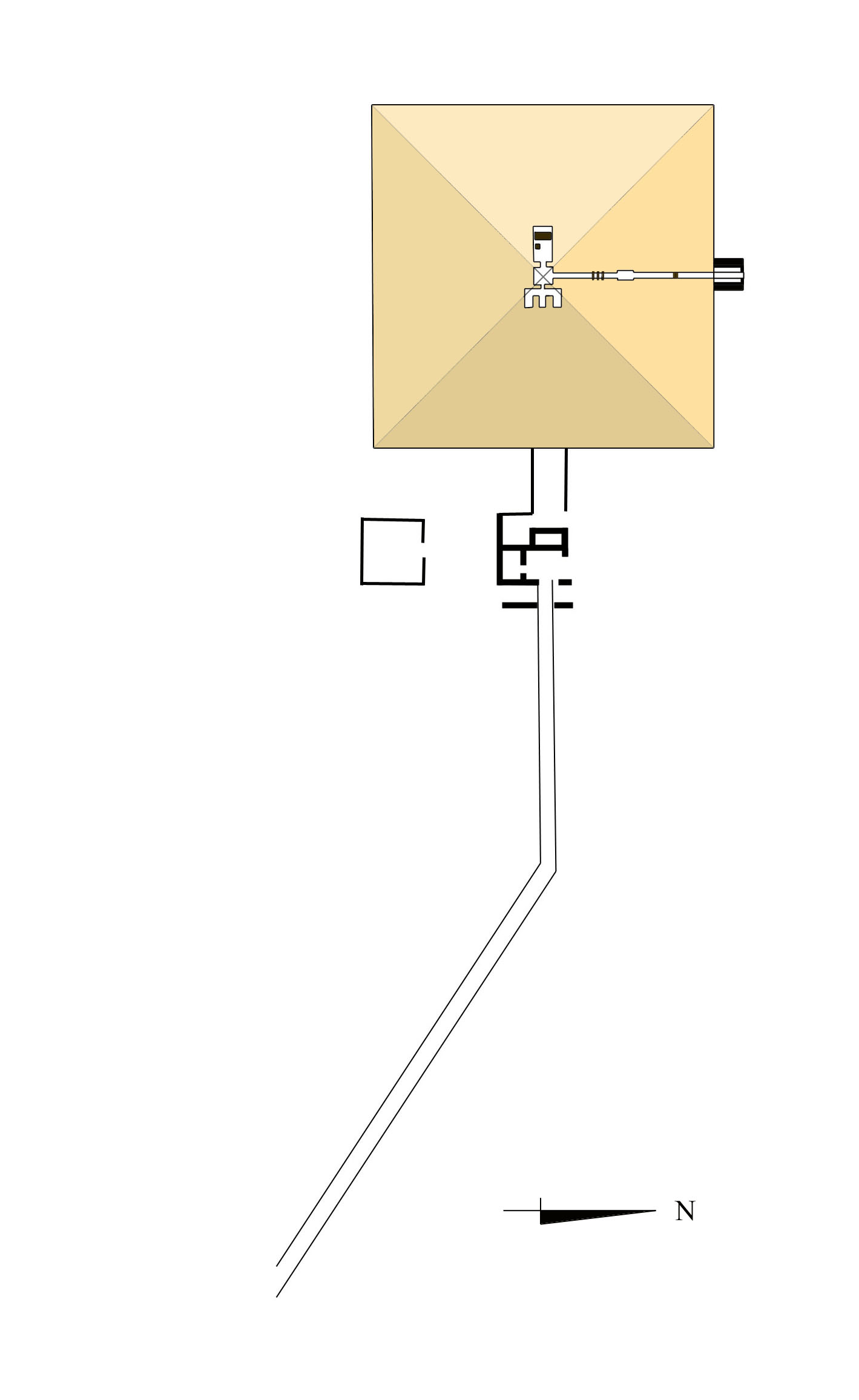
Schemat budowy piramidy

Piramida Merenre I – piramida władcy starożytnego Egiptu Merenre I z VI dynastii, położona na nekropoli w południowej Sakkarze. Leży na południowy zachód od piramidy Pepiego I, na której była wzorowana.

## Nazwa piramidy
|                |    |     |     |
| \| \| \| \| \| |    |     |     |
|                |    |     |     |
| N5             | U6 | D21 | N35 |

| N5 | U6 | D21 | N35 |

|                |    |     |     |
| \| \| \| \| \| |    |     |     |
|                |    |     |     |
| N5             | U6 | D21 | N35 |

| N5 | U6 | D21 | N35 |

| N28 | F35 | O24 |

Chai-nefer-MerienRe – Merenre jaśnieje i jest piękny.
Egipska nazwa piramidy Merenre I to „Doskonała postać Merenre” (Schneider) lub „Merenre ukazuje się w chwale i jest piękny” (Grimal) lub „Merenre jaśnieje i jest piękny” (Edwards).
Dzięki autobiografii Uniego zachowały się dane o pochodzeniu materiałów służących do jej budowy. Inskrypcja w mastabie Uniego wspomina jego wyprawę do kamieniołomów w Ibhat w Nubii między I i II kataraktą w celu przygotowania sarkofagu, pokrywy na niego i piramidionu. Z kopalni granitu w Asuanie pochodziły ślepe wrota i inne elementy budowlane z tego surowca, z kopalń alabastru w Hatnub – tablica ofiarna.

## Konstrukcja piramidy
Piramida ta nigdy nie została dokończona ze względu na wczesną śmierć młodego władcy. Bok jej podstawy wynosił 78,75 m, wysokość – 52,5 m, a kąt nachylenia – 53°07'. Wejście do niej znajdowało się na poziomie gruntu po stronie północnej w tzw. kaplicy wejściowej. Sklepienie komory grobowej było wykonane z dwóch trzydziestotonowych płyt granitowych na kształt odwróconej litery V. Podobnie jak piramidy poprzedników ściany jej przedsionka i komory grobowej ozdobiono Tekstami Piramid.
Kompleks posiadał świątynię grobową po wschodniej stronie i kaplicę wejściową po stronie północnej. Niedokończona piramida została dodatkowo w późniejszych okresach znacznie zniszczona, będąc źródłem taniego budulca. Już w starożytności została okradziona, mimo licznych pułapek na złodziei i trzech potężnych granitowych bloków, przecinających korytarz.
Kiedy w 1881 r. otworzono komorę grobową, znaleziono w niej czarny, bazaltowy sarkofag i mumię młodego człowieka, możliwe że samego władcy, a możliwe, że pochodzącą z późniejszego pochówku, z okresu XVIII dynastii. Mumia ta trafiła do muzeum w Bulaku, którego zbiory dały następnie początek Muzeum Egipskiemu w Kairze.